# Чегринцева, Эмилия Кирилловна
Эмилия Кирилловна Чегринцева (урожд. Цегоева; 24 февраля 1904, Екатеринбург — 16 ноября 1989, Наход, Чехия) — русская поэтесса «первой волны» эмиграции, участница ряда литературных объединений Праги.

## Биография
Родилась в состоятельной семье осетинского происхождения; детство и юность прошли в Кишинёве (с 1918 г. на территории Румынии), где окончила гимназию; там же выходят первые публикации её стихов и прозы. С 1927 г. в Праге, училась на философском факультете Карлова университета, тогда же вошла в литературное объединение «Скит», став в дальнейшем одним из наиболее активных его участников. С 1930 г. выступает в печати под фамилией мужа (Чегринцева). Опубликовано два сборника стихотворений: «Посещения» (Прага, 1936) и «Строфы» (Варшава, 1938); стихи входили в большинство антологий русской эмигрантской поэзии. После войны приняла советское гражданство, преподавала русский язык в различных учебных заведениях Праги. Стихи продолжала писать до конца жизни, но не публиковала.
В литературной критике считалась одним из наиболее значительных поэтов «русской Праги» 1930-х гг. В её поэзии в наибольшей степени воплотилась поэтическая манера «пражской школы», противостоявшая «парижской ноте» яркой метафоричностью, орнаментальной образностью, близостью к стилистике Цветаевой и Пастернака.